# Mitteleschenbach
Mitteleschenbach est une commune de Bavière (Allemagne), située dans l'arrondissement d'Ansbach et le district de Moyenne-Franconie.

## Géographie

Situation de Mitteleschenbach dans l'arrondissement d'Ansbach

Mitteleschenbach est située à 27 km au sud-est d'Ansbach, le chef-lieu de l'arrondissement. La commune fait partie de la communauté administrative de Wolframs-Eschenbach.

## Histoire
Mitteleschenbach a appartenu à la principauté d'Ansbach jusqu'en 1806, date à laquelle elle a rejoint le royaume de Bavière. En 1818, elle a obtenu le statut de commune.
La commune a fait partie de l'arrondissement de Gunzenhausen jusqu'à la disparition de celui-ci.

## Démographie
| 1910 | 1933 | 1939 | 1950  | 1960  | 1970  | 1987  | 1999  | 2009  |
| ---- | ---- | ---- | ----- | ----- | ----- | ----- | ----- | ----- |
| 881  | 918  | 948  | 1 070 | 1 134 | 1 800 | 1 356 | 1 542 | 1 587 |

## Héraldique
| Blason | Blasonnement : D'azur à la crosse épiscopale d'or et au râteau (de) d'or. Commentaires : La crosse d'évêque fait référence à la principauté épiscopale d'Eichstätt, dont Mitteleschenbach faisait partie du domaine, et le râteau à la famille von Rechenberg, qui y possédait des biens. |